# Kerncentrale Leningrad
Kerncentrale Leningrad (Russisch: Ленинградская атомная электростанция; Ленинградская АЭС uitspraakⓘ) ligt bij Sint-Petersburg bij Sosnovy Bor in de oblast Leningrad.
Eigenaar en uitbater is het staatsbedrijf Rosenergoatom. Twee RBMK-1000 kernsplijtingsreactoren zijn in de centrale actief. Een tweede centrale: Leningrad II bevindt zich vlakbij.
| Reactorblok   | Reactortype | Netto capaciteit (MW) | Bruto capaciteit (MW) | Begin bouw | Netaansluiting | Inbedrijfsname | Stillegging |
| ------------- | ----------- | --------------------- | --------------------- | ---------- | -------------- | -------------- | ----------- |
| Leningrad - 1 | RBMK-1000   | 925                   | 1000                  | 01-03-1970 | 21-12-1974     | 01-11-1974     | 21-12-2018  |
| Leningrad - 2 | RBMK-1000   | 925                   | 1000                  | 01-06-1070 | 11-07-1975     | 11-02-1976     | 10-11-2020  |
| Leningrad - 3 | RBMK-1000   | 925                   | 1000                  | 01-12-1973 | 07-12-1979     | 29-06-1980     | 31-01-2025  |
| Leningrad - 4 | RBMK-1000   | 925                   | 1000                  | 01-02-1975 | 09-02-1981     | 29-08-1981     | 26-12-2026  |